# Blåhuvad myrfågel
Blåhuvad myrfågel (Gymnocichla nudiceps) är en fågel i familjen myrfåglar inom ordningen tättingar.

## Utseende
Hane blåhuvad myrfågel är helsvart med vita vingband och lysande blå bar hud på hjässan och kring ögonen. Honan är rostbrun med en blå bar ögonring.

## Utbredning och systematik
Blåhuvad myrfågel placeras som enda art i släktet Gymnocichla. Den delas in i fyra underarter med följande utbredning:
- Gymnocichla nudiceps chiroleuca – förekommer i sluttningen mot Karibien från östra Guatemala och Belize till västra Panama
- Gymnocichla nudiceps erratilis – förekommer i Stillahavssluttningen i  Costa Rica och västra Panama (Chiriquí)
- Gymnocichla nudiceps nudiceps – förekommer i östra Panama och Stillahavssluttningen i nordvästra Colombia
- Gymnocichla nudiceps sanctamartae – förekommer i norra Colombia (Sierra Nevada de Santa Marta och Magdalenaflodens dalgång)

## Levnadssätt
Blåhuvad myrfågel är en fåtalig fågel som hittas i städsegrön skog, buskage och igenväxande plantage i fuktiga tropiska områden. Den ses vanligen i par, på eller nära marken, ofta intill svärmande vandringsmyror där den fångar byten som skräms upp av svärmens framfart.

## Status och hot
Arten har ett stort utbredningsområde, men tros minska i antal, dock inte tillräckligt kraftigt för att den ska betraktas som hotad. Internationella naturvårdsunionen IUCN listar arten som livskraftig (LC). Beståndet uppskattas till i storleksordningen en halv miljon till fem miljoner vuxna individer.